# STV St.Gallen Volleyball
Der STV St.Gallen Volleyball ist der Volleyball-Verein der Stadt St.Gallen. Er vereint Spitzensport, Jugendförderung und Breitensport, um die Bedürfnisse möglichst aller Mitglieder zu decken. Er hat rund 260 Mitglieder, die in 23 Teams verteilt sind. Alleine 10 davon sind Teams im Nachwuchsbereich.
Der Verein verfügt seit der Saison 2024/25 über ein Herrenteam in der Swiss Volleyball NLA.

## Mannschaften
- Nationalliga A Männer
- 2. Liga Männer
- 3. Liga Männer
- 1. Liga Damen
- 2. Liga Damen
- 3. Liga Damen
- 5. Liga Damen
- U23 Juniorinnen
- U18 Juniorinnen
- U14 Juniorinnen
- U23 Junioren
- U18 Junioren
- Kids Volley
- Plauschmanschaften